# Rudolf Bárta

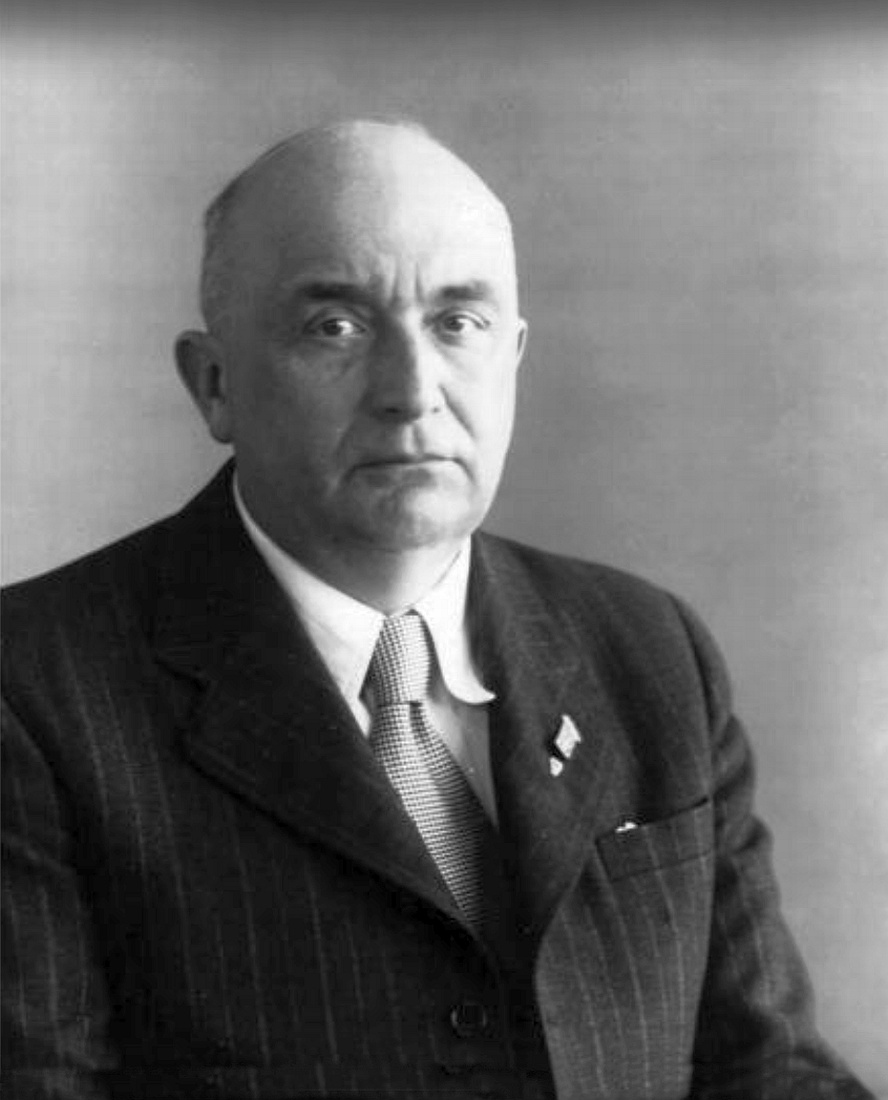
Rudolf Bárta (1897–1985)

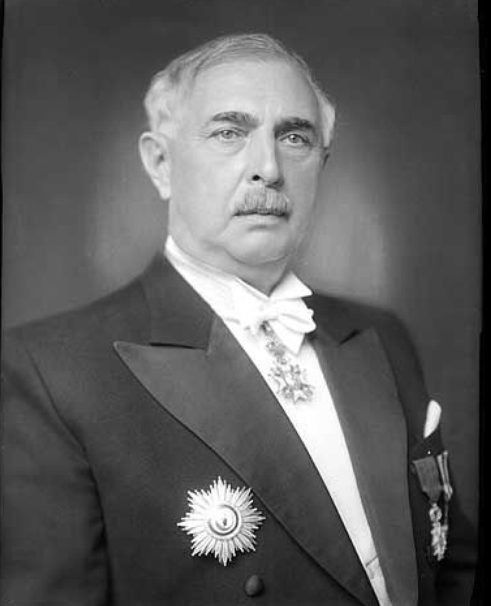
Jeho otec Rudolf Bárta (1868–1952)

Rudolf Bárta (30. ledna 1897, Praha – 1. března 1985, Praha) (někdy uváděn jako Rudolf Barta mladší) byl chemik a technolog (badatel v oblasti chemie silikátů); podnikatel (průmyslník) v oboru keramiky, skla a staviv; zakladatel časopisu Silikáty (dnes Ceramics-Silikáty); pedagog (profesor chemie na VŠCHT a děkan chemické fakulty ČVUT).
Přednosta Ústavu pro sklářství, keramiku a zkoušení staviv a člen několika mezinárodních vědeckých společností. Autor stovek vědeckých prací a řady základních vysokoškolských učebnic z oboru sklářství, technologie cementu, žáruvzdorných materiálů a keramiky.

## Život

### Rodinný původ
Rudolf Barta se narodil dne 30. ledna 1897 v Praze do podnikatelské rodiny Bartů, kteří patřili k významným podnikatelům v oboru výroby staviv. Jeho dědeček Ferdinand Barta (1838–1892) se zabýval výrobou vápna a cementu prakticky od 60. let 19. století, založil firmu Ferdinand Barta a spol. a později se svým společníkem Karlem Tichým provozoval firmu Barta a Tichý, která vlastnila (v pražských Hlubočepích) tovární komplex na výrobu vápna, cementu a keramiky.
Jeho otcem byl Rudolf Barta (1868–1952), který pokračoval až do roku 1938 v komerčních aktivitách firmy na výrobu stavebních hmot. Firma Barta a Tichý, jíž byl spoluvlastník, se během jeho působení značně rozšířila a od 20. let 20. století pak vystupovala pod zkráceným označením Prastav a. s. (Spojené pražské továrny na staviva, a. s.). (Rudolf Barta zastával v Prastavu funkci generálního ředitele.)
Jeho matkou byla Božena Bartová (rozená Tichá) (1875–1943), s níž se Rudolf Barta (1868–1952) oženil v roce 1896. Božena Tichá byla jedinou dcerou Bartova firemního společníka Karla Tichého a Rudolf Barta (1868–1952) se tak v roce 1896 stal zetěm Karla Tichého.

### Studia
Na přání svého otce Rudolfa Barty se ještě během svých studií na reálce Rudolf Bárta vyučil kamenickému řemeslu. Chemickou fakultu české techniky v Praze navštěvoval v letech 1914 až 1916 a poté přešel na českou techniku do Brna, kde nakonec v roce 1918 odpromoval. Během svých brněnských vysokoškolských studií pracoval Bárta na keramickém oddělení u Otakara Kallaunera (1886–1972) jako soukromý asistent. A také zde v listopadu roku 1918 obhájil Bárta svoji doktorskou práci s názvem O nasákavosti keramických výrobků.

### Působení ve firmě
Do výzkumného a zkušebního ústavu firmy Prastav v Radotíně, který patřil do rodinného podniku, nastoupil Rudolf Bárta v roce 1919 a ještě v témže roce se oženil s Marií Troltschovou (* 1898). (Marie Troltschová byla vnučka českého technika, průmyslníka a vynálezce Františka Křižíka.) Komerčním radou byl Bárta jmenován v roce 1926. V listopadu 1938 opustil vedení podniku Prastav Rudolf Barta (odešel do důchodu) a svoje ředitelské místo přenechal od 1. ledna 1939 svému jedinému synovi Rudolfu Bártovi (ten, na rozdíl od svého otce, používal v příjmení dlouhé „á“). Pod jeho vedením získala v Prastavu silný finanční podíl Živnobanka, ale autonomii rozhodování firmy to neohrozilo. Oproti roku 1921 se produkce firmy zvýšila jedenáctinásobně a výrazně byly posíleny i exportní aktivity firmy.

### Od praxe k teorii
A byl to právě Bárta, kdo si uvědomil nezbytnost teoretického poznání technologie výroby stavebních hmot a na to konto prováděl chemické, fyzikální a mikroskopické analýzy nejen vstupních surovin, ale i polotovarů a finálních výrobků – staviv. Tak se od praxe výroby postupně dostával i k její teorii, technologii a chemické podstatě výrobních dějů. Účast na zahraničních vědeckých konferencích mu zároveň přinesla i odborné kontakty s řadou netuzemských odborníků v oboru (W. De Keyser, P. P. Budnikov a jiní).

### Pedagogická činnost
Současně s pronikáním do teorie technologie výroby stavebních hmot začal Bárta přednášet na vysoké škole. Svůj zájem směřoval na problematiku technologie keramiky, žáruvzdorných materiálů a skla. Jako soukromý docent pro technologii a zkoušení keramických hmot se v roce 1927 habilitoval na české technice v Brně a později (1930) začal působit i na ČVUT v Praze. Onemocnění profesora sklářství a keramiky Josefa Buriana přivedlo Rudolfa Bártu od roku 1934 k přednášení (suplování) původně Burianem vedeného předmětu Sklářství a keramika na Chemické fakultě ČVUT. O čtyři roky později (1937/1938) byl pak Bárta jmenován nejprve mimořádným profesorem ČVUT v Praze v oboru technologie silikátů a po druhé světové válce (v roce 1945/1946) pak řádným profesorem. Rudolf Bárta zastával i funkci děkana a prorektora školy.

### Druhá světová válka
Jako významný podnikatel, vlastenec, aktivní člen (funkcionář) vedení Československé obce sokolské (ČOS) (člen Sokola Praha IV; člen předsednictva ČOS a člen předsednictva vzdělávacího výboru ČOS.) byl Rudolf Bárta dne 8. října 1941 zatčen gestapem v rámci německé represivní Akce Sokol a následně vězněn nejprve v policejní věznici gestapa v Malé pevnosti Terezín a od 15. ledna 1942 pak v koncentračním táboře v Osvětimi, odkud byl 2. června 1942 propuštěn.

Vězeňská identifikační trojfotografie Rudolfa Bárty (vězeň číslo 25 668) v Osvětimi
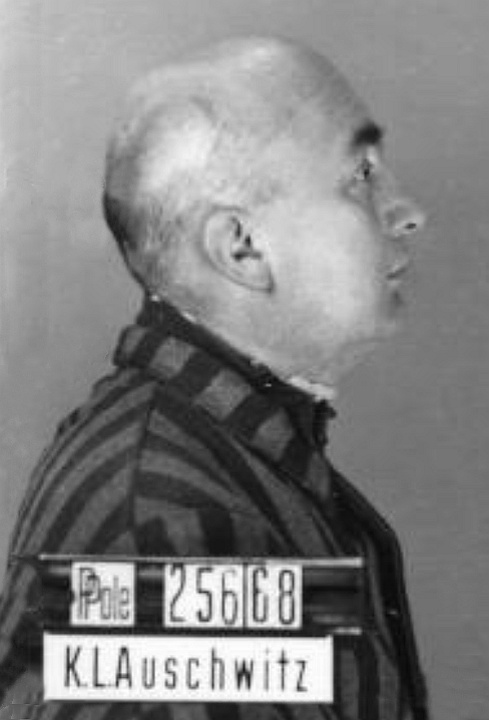
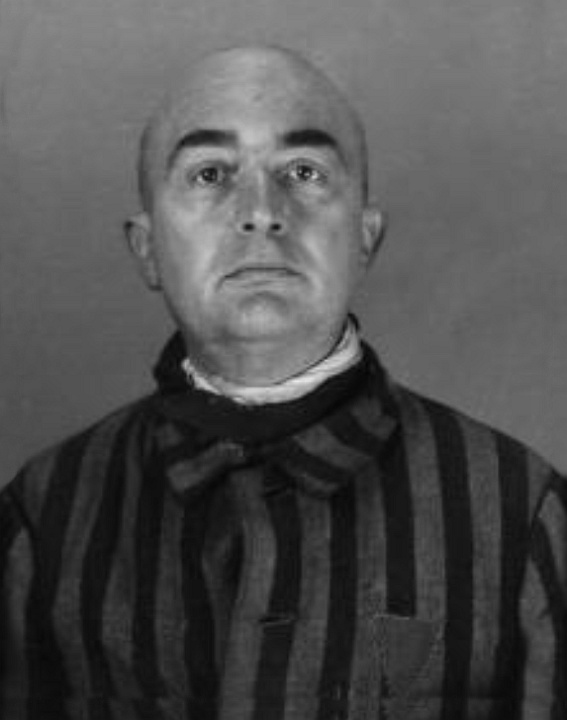
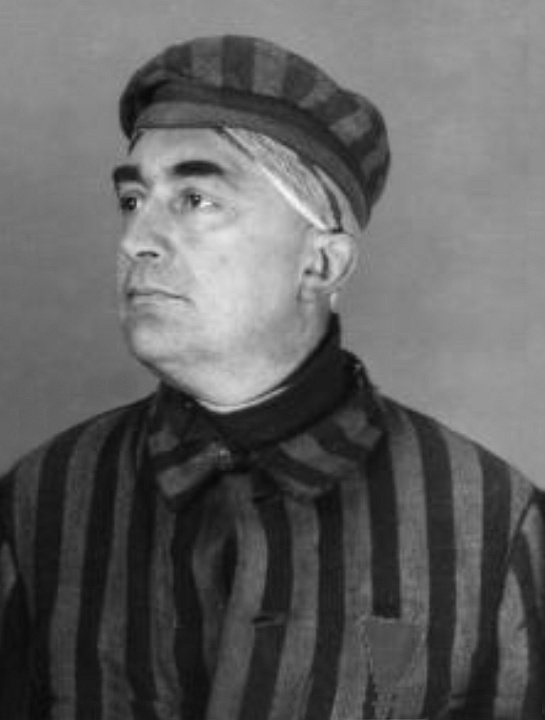

Do správní rady firmy Prastav bylo dosazeno několik Němců, kteří zde setrvali až do konce druhé světové války. Jedním z důvodů Bártova zatčení mohla být i strategická poloha původního komplexu továren (vápenka, cementárna, keramička) na okraji Prahy v Prokopském údolí v těsné blízkosti Prokopského lomu.

### Po druhé světové válce

#### Znárodnění
Dne 19. května 1945 byla do firmy Prastav dosazena (na základě Dekretu prezidenta republiky číslo 5/1945 Sbírky) národní správa. Ta převzala celý podnik na dobu než budou dořešeny majetkové otázky. Ihned po skončení druhé světové války (již v květnu 1945) se Bárta (po návratu z KT v Osvětimi) opět ujal vedení firmy Prastav a podnik vedl „de iure“ až do jeho znárodnění dne 24. října 1945. Znárodnění dolů a některých průmyslových podniků bylo vyhlášeno Dekretem číslo 100/1945 Sbírky, ale teprve na základě Vyhlášky ministra průmyslu číslo 63 ze dne 7. března 1946 došlo k majetkovému „rozbití“ firmy a začlenění jejích částí do dalších podniků. V průběhu roku 1946 tak došlo k začlenění majetku Prastavu jednak do podniku České cementárny a vápenice, národní podnik s určeným hlavním závodem v Králově Dvoře (jinými slovy: Královodvorská cementárna) a dále pak do Ústředního podniku Československé keramické závody, n. p. (jinými slovy: Rakovnické keramické závody). Nějakou přechodnou dobu byl Rudolf Bárta (v roce 1946) členem představenstev obou těchto podniků.
Opuštěnou podzemní továrnu v Prokopském lomu během několika týdnů od skončení druhé světové války obsadila armáda a postupem času (za dočasné koexistence s dělníky, kteří v části lomu ještě dotěžovali až do roku 1966 vápenec) zde vybudovala veřejnosti nepřístupný vojenský objekt. Koncem 60. let 20. století se výroba z hlubočepské keramičky přesunula mimo Prahu a její budovy zůstaly opuštěny. Vápenka v Hlubočepích ukončila provoz roku 1968 a byla zbourána.

#### Pedagogická činnost
Po druhé světové válce a obnovení sokolské organizace (ČOS) navázal Rudolf Bárta na svoji činnost v ČOS. Vykonával funkci prvního náměstka vzdělavatele; byl též předsedou komise pro sokolské dějiny a druhý odboj, předsedou Slovanského výboru a působil jako důvěrník sokolských žup Plzeňské a Podřipské.
Po druhé světové válce navázal Bárta na svoji pedagogickou činnost na ČVUT a to poté, co byl v roce 1945/1946 jmenován řádným profesorem. Vykonával funkci vedoucího katedry sklářství a keramiky a přednostu Ústavu sklářství, keramiky, technologie a zkoušení staviv. Byl to také Rudolf Bárta, kdo v roce 1949 zřídil postgraduální kurs Keramické inženýrství. Bárta se stal vedoucím Katedry technologie silikátů na VŠCHT poté, co se chemická fakulta v roce 1953 osamostatnila a přeměnila na Vysokou školu chemicko-technologickou. Profesor Bárta vyučoval předmět Žáruvzdorné hmoty a původně empirické pojetí výuky postupně změnil na koncepci výkladu, který byl založen na přísně fyzikálně chemických technologických základech.
Na vysokých školách působil profesor Rudolf Bárta až do druhé poloviny 50. let 20. století. Na základě tzv. třídně politických prověrek byl v roce 1958 okamžitě vyhozen (přesněji řečeno: „poslán nuceně do důchodu“). I přes tuto skutečnost ale Rudolf Bárta nepřestal vědecky dále pracovat a publikovat.
Profesor Rudolf Bárta měl během svého pedagogického působení mnoho žáků a studentů. Byl mezi nimi i profesor chemie Vladimír Šatava (1922–2014), který přednášel na katedře silikátů Vysoké školy chemicko-technologické. Dalším z Bártových žáků byl český chemik a emeritní profesor Vysoké školy chemicko-technologické v Praze Jan Hlaváč (1926–2018). K Bártovo žákům patří i profesor na Massachusetts Institut of Technology v USA Ing. Svante Procháska, CSc. (Svante Procházka) (* 1928)

#### Závěr
Profesor Rudolf Bárta zemřel 1. března 1985 v Praze.

## Publikační činnost (výběr, chronologicky)
Za svůj život Bárta publikoval přes 400 odborných statí.
- O primérních kaolinech moravských, in: Zprávy Československého svazu pro výzkum a zkoušení technicky důležitých látek 1, 1918, Odb. 2, č. 2, strany 7 a dále (s Otakarem Kallaunerem);[7]
- Červený mramor slivenecký, in: Věda přírodní 1, 1920, stránky 82 a dále;[7]
- Technicky důležité vlastnosti mramorů, in: Zprávy Československého svazu pro výzkum a zkoušení technicky důležitých látek, 1923, číslo 4, strany 1 a dále;[7]
- Kamenina, in: Vědecké spisy Masarykovy akademie práce, 1921, ř. I, číslo 2, strana 102;[7]
- Oteplování cementu při tuhnutí, in: Chemický obzor, 1935, číslo 3, 4 strana;[7]
- Jak může kolísati jakost vápna v kruhovce, in: Stavivo 16, 1935, číslo 20, strana 19;[7]
- BARTA, Rudolf. Keramika. Část 1, Cihlářské zboží. Praha: Česká společnost chemická, 1941. viiI-626 s. Chemická technologie; díl I. sešit 7.[7]
- Buližníky – nová surovina pro výrobu dinasu, in: Zprávy Československé keramické a sklářské společnosti 25, 1949, čísla 2–4, stránka 150 a dále (s A. Orlovem aj.);[7]
- BARTA, Rudolf a ŠATAVA, Vladimír. Teoretické základy sklářství a keramiky: (určeno) pro posluchače katedry technologie a silikátů. 1. díl a 2. díl; 1. vydání Praha: Státní pedagogické nakladatelství, 1951–1954. (2. díl měl 387 stran); Učební texty vysokých škol ( Vysoká škola chemická v Praze). Katedra technologie silikátů.
- V roce 1952 vyšla Bártova čtyřdílná učebnice Sklářství a keramika, která se dočkala řady vydání:[19]
  - BARTA, Rudolf. Sklářství a keramika: pomůcka pro studující středních odborných i vysokých škol; 1. díl, Maltoviny. 1. vydání Praha: Průmyslové vydavatelství, 1952. 140 stran. Knižnice keramického průmyslu; svazek 5.[7]
  - BARTA, Rudolf. Sklářství a keramika. 2. díl, Hrubá keramika. 1. vydání Praha: Průmyslové vydavatelství, 1952. 241 stran; Knižnice keramického průmyslu; svazek 6.[7]
  - BARTA, Rudolf. Sklářství a keramika: učební příručka pro studující vysokých škol i středních odborných škol. 3. díl, Jemná keramika. 1. vyd. Praha: Průmyslové vydavatelství, 1952. 170 stran. Knižnice sklářského průmyslu; svazek 9.[7]
  - BARTA, Rudolf. Sklářství a keramika: učebnice pro studující středních i vysokých škol a studijní pomůcka pro pracovníky sklářských výzkumných a vědeckých ústvů. 4. díl, Sklo a smalty. 1. vyd. Praha: Průmyslové vydavatelství, 1952. 213 stran. Knižnice sklářského průmyslu; svatek 8.[7]
- Využití odpadních zemin a uhelných odpadů Severočeské hnědouhelné pánve, in: Stavivo, 32, 1954, stránky 160 a dále (s Františkem Srbkem);[7]
- Chemie a technologie silikátů, 1959;[7]
- Další známou učebnicí byla v roce 1961 vydaná Bártova Chemie a technologie cementu:[19]
  - BARTA, Rudolf. Chemie a technologie cementu. 1. vydání; Praha: Nakladatelství Československé akademie věd, 1961. 1107 stran; Československá akademie věd. Sekce technická.[7]

## Vědecký a technický přínos
Profesor Rudolf Bárta se, stručně a laicky řečeno, zabýval keramikou, žáruvzdornými materiály a sklem. Ve vědecké kvalifikaci se ale zabýval oborem tzv. nerudných surovin, kam spadají kaoliny, dinasové suroviny, mramory a podobně. Dále se odborně věnoval chemii a technologii keramiky, skla, cementu, silikátových a žáruvzdorných materiálů.
- Do průmyslové praxe Bárta zavedl nejen řadu nových strojů a technologických postupů, ale i využívání nových surovin a technických hmot.[7] [pozn. 6]
- Na československých vysokých školách, ve výzkumných ústavech a v průmyslových laboratořích se po roce 1945 začala využívat tzv. diferenční termická analýza  (DTA),[7] jejímž průkopníkem v chemii se profesor Rudolf Bárta stal.[19][pozn. 7]
- Profesor Bárta studoval vlastnosti hydraulických vápen, výrobu slinutého korundu (pro účely elektrické izolace) a (spolu se svým synem mineralogem Čestmírem Bártou) syntézu žáruvzdorného nerostu mullitu.[7][pozn. 8]
- Vliv městské atmosféry na stavební kámen navrhl Bárta experimentálně sledovat již v roce 1922; ve 30. letech 20. století doporučoval využívat beton při stavbě silnic v Československu.[7]
- V letech 1927 až 1939 Bárta sestavoval každoroční zprávu o pokrocích ve vápenictví určenou pro Jednotu průmyslu vápenického v Československu.[7]
- Přispíval do francouzského časopisu Revue des materiaux de construction (česky: Přehled stavebních materiálů) referáty mapujícími československou odbornou literaturu, která se zabývala stavebními hmotami a jejich vlastnostmi.[7]
- Profesor Bárta byl z těch, kdo již počátkem 50. let 20. století propagoval využívání tzv. vedlejších surovin pocházejících ze severočeského hnědouhelného revíru. Jednalo se o např. o keramické a žáruvzdorné jíly, písky apod., které byly při lomové těžbě uhlí znehodnocovány.[7]
- Bárta také (už v 50. letech 20. století) poukazoval na možnosti využívání českých surovin v oboru zvaném petrurgie.[7] Petrurgie se obecně zabývá procesy tavení, tuhnutí, krystalizace a tvarování sedimentárních a vyvřelých hornin a horninových masivů. V průmyslu lze výsledků petrurgie využít k výrobě tepelně, chemicky a mechanicky vysoce odolných materiálů na základě odlévání roztavených hornin.[7] Na Bártovy práce pak navázaly v 60. letech 20. století další výzkumy průkopníků petrurgie – Dr. Lubomíra Kopeckého staršího a J. Voldána.[7]

## Odborné časopisy
Profesor Rudolf Bárta byl v roce 1919 spoluzakladatelem odborného časopisu Stavivo a také stál u zrodu dalšího odborného periodika Zprávy Československé keramické společnosti (ta byla založena již roce 1924). V letech 1957 až 1974 působil jako vědecký redaktor časopisu Silikáty, který od roku 1957 nahradil právě odborný časopis Zprávy Československé keramické společnosti. Také vykonával funkci člena redakční rady pro řadu zahraničních časopisů s odbornou tematikou.

## Členství v organizacích
Rudolf Bárta byl též zakládajícím členem Československé keramické a sklářské společnosti a v letech 1917 až 1957 vykonával funkci jejího sekretáře. Také zakládal Československý svaz pro výzkum a zkoušení technicky důležitých látek. V roce 1920 se Bárta stal členem Masarykovy akademie práce. Prvním československým čestným členem v odborné společnosti American Ceramic Society (česky: Americká keramická společnost) se stal Bárta v roce 1928. Ale postupem doby byl přijat do řady dalších mezinárodních odborných společností. V roce 1932 se Bárta stal prezidentem chemické sekce v Association Internationale pour l’Essai des Matériaux (česky: Mezinárodní asociace pro zkoušení materiálů). Čestným předsedou International Confederation for Thermal Analysis (česky: Mezinárodní konfederace pro termickou analýzu) se stal v roce 1968. Ačkoliv se profesor Rudolf Bárta zasloužil mimořádným způsobem a dlouhodobě o rozvoj československého materiálového výzkumu a výroby nikdy v Československu nebyl oficiálně oceněn.

## Rodina
- Prvorozeným synem profesora Rudolfa Bárty byl mikrobiolog a expert na biotechnologie Jiří Barta (Jiří Bárta) (1920–2002).[7][22]
- Druhý Bártův syn – Ing. Čestmír Barta, CSc. (Čestmír Bárta) (* 1926) je mineralog (krystalochemik) a specialista na výzkum materiálů v kosmickém prostoru, pracovník Ústavu fyziky pevných látek Československé akademie věd.[7][23] Zabývá se výzkumem a technologií přípravy monokrystalů.[13]
- Jeden z Bártových vnuků – Jiří Barta (Jiří Bárta) (* 26. listopadu 1948, Praha) je český filmový výtvarník (animátor) a režisér animovaných filmů.[7]
- Vnuk Čestmír Barta (Čestmír Bárta) (* 1954) je vědecký pracovník.[7][24] Působí ve firmě BBT Materials Processing, která se zabývá pěstováním krystalů pro optiku a výpočetními systémy určenými pro orbitální stanice.[13][pozn. 9]

Vnučka Ing.Adrienna Demlová (* 1959), roz. Bartová je absolventkou VŠCHT v oboru anorganické chemie. Působí ve firmě Seznam.cz